# Antonio Feruglio
Antonio Feruglio (Feletto Umberto, 10 marzo 1841 – Staranzano, 8 febbraio 1911) è stato un vescovo cattolico italiano.

## Biografia
Nacque a Feletto Umberto (un Comune della provincia di Udine di circa 2 000 abitanti), il 10 marzo 1841, da Giovanni Domenico Feruglio e  Teresa Tonero e fu il primogenito di undici fratelli, due dei quali, Stefano e Domenico, divennero presbiteri come lui. Entrato fanciullo nel Seminario Arcivescovile di Udine, si distinse per la sua intelligenza e la sua pietà; nel Seminario di Udine compì gli studi nell'anno 1862 e l'anno successivo si recò a Roma per compiere gli ulteriori studi e, benché non ancora in possesso dell'età canonica per l'ordinazione presbiterale, ottenne la dispensa e venne ordinato presbitero a Gorizia dal Principe Vescovo Andreas Gollmayr il 28 settembre 1862. A Roma si laureò in Diritto Canonico ed ottenne anche il diploma di lingue orientali. Sempre a Roma, data la sua grande passione verso la teologia del Dottore Angelico, ottenne il dottorato presso l'Università dei Padri domenicani.
Nell'Arcidiocesi di Udine, una volta tornato a casa da Roma, insegnò lingue classiche presso il Ginnasio del Seminario; dal 1874 insegnò per diversi anni anche teologia morale e nel 1877 divenne Canonico Penitenziere della Cattedrale di Udine. Nel 1884, alla morte di padre Luigi Scrosoppi assunse la direzione dell'Istituto delle Suore della Provvidenza di San Gaetano da Thiene. Il 3 agosto 1885 l'allora Arcivescovo di Udine Giovanni Maria Berengo lo nominò Vicario Generale dell'Arcidiocesi, incarico che mantenne fino al novembre 1887.
Papa Leone XIII, il quale aveva ricevuto diverse notizie riguardanti la sana dottrina, la pietà ed i meriti di Mons. Antonio Feruglio, durante il Concistoro segreto del 16 gennaio 1893 lo nominò Vescovo di Vicenza; incarico, quest'ultimo, che volle essere trasmesso dalla stessa persona del Papa direttamente a Feruglio. Feruglio venne ordinato Vescovo a Roma dal Cardinal Lucido Maria Parocchi il 22 gennaio 1893 e proprio da Roma, nella medesima data, il neo Vescovo di Vicenza scrisse ed inviò alla stessa Chiesa la sua prima lettera pastorale al clero e al popolo di Dio che è in Vicenza.
A Vicenza fece il suo ingresso il 27 maggio 1893 e in Diocesi trovò una situazione molto difficile: dopo l'annessione del Veneto al Regno d'Italia e la contrapposizione tra il nuovo Stato e la Santa sede, con la perdita del potere temporale del Papa, i cattolici si erano divisi in due fazioni contrapposte. Da una parte quelli che, accettata la situazione e le nuove idee liberali, cercavano di costruire un positivo rapporto con il mondo civile, dall'altra quelli che, arroccati su posizioni di rigorosa intransigenza, escludevano ogni possibilità di dialogo con il mondo contemporaneo e coltivavano nostalgie e rivendicazioni di carattere temporalistico; questi ultimi - nonostante non avessero ricevuto l'appoggio dei vescovi precedenti - erano più numerosi e organizzati, trovarono espressione e risonanza negli organi di stampa, in particolare nel quotidiano "Il Berico" e nel settimanale "La Riscossa" dei fratelli Scotton di Breganze.
Antonio Feruglio condivise fin dagli inizi del suo episcopato le posizioni della più netta ed esplicita intransigenza che, sul piano dei principi, non venne mai mitigata. Egli considerò come avversari tutti i movimenti che si contrapponevano al Papa e alla Chiesa del passato: la massoneria, il liberalismo ed il socialismo, ma anche e soprattutto il cattolicesimo liberale, poiché minava dall'interno la compattezza dei cattolici e l'autorità stessa della Chiesa e del Papa. Sin dai suoi primi passi all'interno della Chiesa vicentina egli espresse il desiderio, sulla base del dovere che nasceva dal suo ministero, di voler effettuare la Visita pastorale alle più di 200 parrocchie della suddetta Diocesi. Dal 1884 al 1895, quindi, come preparazione a questo gradito e desideroso obbligo inviò al clero e al popolo di Dio due lettere pastorali: una sulla Dottrina cristiana ed un'altra sulla fede, con una precisa attenzione sulla "condanna" della stampa perversa. Nel 1895 egli emanò la sua lettera pastorale alle soglie dell'inizio della sua Visita pastorale alla Diocesi vicentina. Nel 1896, in vista del tempo propizio della Santa Quaresima, il Vescovo Feruglio parlò spesso dell'importanza per un cattolico dell'obbligo del digiuno.
L'atteggiamento pastorale che caratterizzava, però, i singoli atti vescovili fu la ricerca della mediazione, anche se non sempre compresa dai fedeli e dai contemporanei. "Al di là delle dichiarazioni generali, forti ed energiche, si riscontrano nel Feruglio una capacità di paziente attesa, uno sforzo di composizione dei contrasti, un incessante richiamo al dovere della carità fraterna, la quale veniva indicata come la prima forma della testimonianza cristiana". Nonostante i suoi interventi moderati, i conflitti all'interno del mondo cattolico vicentino assunsero nel tempo toni sempre più intensi, giungendo a vere e proprie scissioni all'interno dei movimenti, nonostante il Vescovo, all'indomani del suo ingresso nella Diocesi berica, avesse avocato a sé il controllo e la guida di ogni organizzazione cattolica ed egli richiamasse insistentemente al dovere della concordia.
Nel 1899 scrisse una lettera speciale che indirizzò al clero e ai fedeli della sua Chiesa particolare in cui indisse alcune feste solenni in occasione dell'Incoronazione della statua della Beata Vergine Maria di Monte Berico. In tale occasione, papa Leone XIII gli diede il titolo di Prelato Domestico Assistente al Soglio Pontificio e Conte Romano per manifestargli tutta la sua stima e la sua riconoscenza a motivo del suo onorevole servizio episcopale nella Diocesi vicentina e al suo benemerito atto verso la Madre di Dio.
La conclusione del secolo e l'inizio del nuovo millennio accesero nel Vescovo Feruglio alcune riflessioni che divennero motivo per incitare nel santo popolo di Dio la venerazione e la devozione a Cristo Redentore. Nel 1901, in occasione del Giubileo per l'anno santo, Feruglio scrisse alla Diocesi alcune sue riflessioni ed ammonimenti contro il turpiloquio, la bestemmia e la profanazione delle feste sacre.
Nella Quaresima del 1902, in alcuni suoi scritti, mise in guardia i fedeli dai libri malvagi e, subito dopo, scrisse un'altra lettera a motivo dell'anniversario del martirio dei santi martiri vicentini Felice e Fortunato.
Nel 1903, in occasione del Giubileo nell'anno santo, propone alla Diocesi berica un'apologia del papato e nel 1904, in occasione dell'elezione del nuovo Papa Pio X, fa suo il motto papale "Instaurare omnia in Christo" e lo promuove per tutto il territorio della sua Chiesa locale.
Nel gennaio 1905 Feruglio tentò un radicale rinnovamento del movimento cattolico vicentino, rinnovandone l'intero organigramma e costituendo un comitato diocesano di coordinamento, pur ribadendo la necessaria esigenza di fedeltà incondizionata verso la Santa Sede e l'obbedienza diretta al Vescovo diocesano; questo suo intervento, però, non ottenne un'adeguata rispondenza e, perciò, esso divenne fonte di ulteriori contrasti. Sempre nel 1905, attraverso alcuni scritti, richiamò i genitori al loro compito e al loro speciale dovere di educatori dei loro figli e nel 1906 emanò due istruzioni in cui trattava il tema dell'emigrazione e quello delle altre opere dell'azione sociale cattolica. Per comprendere la situazione e sanare le divergenze esistenti all'interno del clero intervenne, nel 1906, la Visita apostolica del padre redentorista Ernesto Bresciani. A seguito delle risultanze di questa visita stessa, la Congregazione del Concilio formulò una serie di raccomandazioni, cui il Vescovo avrebbe dovuto adempiere. Egli però assunse, com'era sempre stato il suo stile, una posizione mediana, allontanando dai loro incarichi alcuni presbiteri, ma mantenendo altri al loro posto, nonostante l'ingiunzione.
Nel 1907 scrisse una lettera pastorale sulla preghiera, nel 1908 un'altra sul tema dell'immortalità dell'anima e, a seguito dei provvedimenti papali sulle gravi divergenze all'interno della Chiesa cattolica a causa del cosiddetto modernismo cattolico, tentò di incarnare nel territorio della sua Diocesi quanto veniva richiesto dal Papa sia dal Decreto Lamentabili Sane Exitu che dall'Enciclica Pascendi Dominici gregis. Nel corso degli anni successivi, le elezioni politiche e amministrative diedero sempre risultati favorevoli all'ala liberale e moderata dei Cattolici, nonostante gli appelli del Vescovo che ne rimase amareggiato; vi furono anche delle conseguenze pratiche come l'abolizione dell'insegnamento religioso nelle Scuole elementari della città, dopo l'insediamento della Giunta Comunale nel maggio 1909.
Nel corso dell'anno 1910 il Vescovo Feruglio andò visibilmente deperendo e, proprio per tal motivo, chiese al Papa di venire sollevato - per motivi di salute - dall'incarico episcopale nella Chiesa vicentina. Papa Pio X, il quale aveva una grande stima verso il presule vicentino, inizialmente propose di nominargli accanto un Vescovo coadiutore, ma dopo le reiterate istanze che Feruglio indirizzò al Pontefice ne vennero accettate le dimissioni e dal 1º gennaio 1911 papa Pio X lo nominò Vescovo titolare di Amiso.  Antonio Feruglio partì da Vicenza, stanco e stremato nelle sue forze fisiche, il 23 dicembre 1910, nella speranza che il riposo e l'aria di Staranzano, nella sua villa, dove doveva abitare, gli ridessero e gli riconsegnassero le sue forze vitali.
Le speranze fallirono e la mattina dell'8 febbraio 1911 fu trovato morto mentre stava svolgendo l'atto di vestirsi. Il 13 febbraio 1911, presso la Chiesa parrocchiale di Staranzano si tennero le solenni esequie del Prelato vicentino, che furono presiedute da Francesco Borgia Sedej, Principe Vescovo di Gorizia, e assistite da Antonio Anastasio Rossi, Arcivescovo di Udine. Come da suo volere venne sepolto fuori della chiesa di Staranzano, a sinistra, accanto a suo padre Giovanni verso il quale egli ebbe sempre sentimenti di riconoscenza e riverenza singolare.

## Genealogia episcopale e successione apostolica
La genealogia episcopale è:
- Cardinale Scipione Rebiba
- Cardinale Giulio Antonio Santori
- Cardinale Girolamo Bernerio, O.P.
- Arcivescovo Galeazzo Sanvitale
- Cardinale Ludovico Ludovisi
- Cardinale Luigi Caetani
- Cardinale Ulderico Carpegna
- Cardinale Paluzzo Paluzzi Altieri degli Albertoni
- Papa Benedetto XIII
- Papa Benedetto XIV
- Papa Clemente XIII
- Cardinale Marcantonio Colonna
- Cardinale Giacinto Sigismondo Gerdil, B.
- Cardinale Giulio Maria della Somaglia
- Cardinale Carlo Odescalchi, S.I.
- Cardinale Costantino Patrizi Naro
- Cardinale Lucido Maria Parocchi
- Vescovo Antonio Feruglio

La successione apostolica è:
- Vescovo Pietro Antonio Antivari (1894)
- Arcivescovo Andrea Caron (1905)
- Vescovo Giovanni Maria Pellizzari (1905)
- Vescovo Giovanni Fossà (1909)
- Vescovo Apollonio Maggio (1910)